# جامعة باريس نانتير
جامعة باريس نانتير (بالفرنسية: Université Paris X)،  عرفت سابقًا باسم جامعة باريس الغربية أو باريس 10 (Paris-X)، وتُعرف اختصارًا بـ"نانتير"، هي جامعة حكومية بحثية تقع في مدينة نانتير التابعة لإقليم او دو سين (مرتفعات السين) في منطقة العاصمة الفرنسية باريس. تُعدّ من أعرق الجامعات الفرنسية، لا سيما في مجالات القانون، والعلوم الإنسانية، والعلوم السياسية، والعلوم الاجتماعية والطبيعية، والاقتصاد. وهي واحدة من ثلاث عشرة جامعة خَلَفَت جامعة باريس بعد تقسيمها. تقع الجامعة في الضاحية الغربية لباريس، ضمن منطقة لا ديفونس، وهو الحيّ التجاري الرئيسي للعاصمة.
بين خريجي جامعة باريس نانتير أكثر من 15 شخصية تولّت مناصب وزارية أو رئاسة حكومات ودول في فرنسا والعالم، مثل إيمانويل ماكرون، ونيكولا ساركوزي، ودومينيك دو فيلبان. كما تضمّ خريجين تولّوا مناصب رفيعة في البنوك المركزية أو الهيئات التشريعية أو قطاع الأعمال، مثل كريستين لاغارد، ودومينيك ستروس كان، وفانسون بولوريه [الإنجليزية].